# 세차장

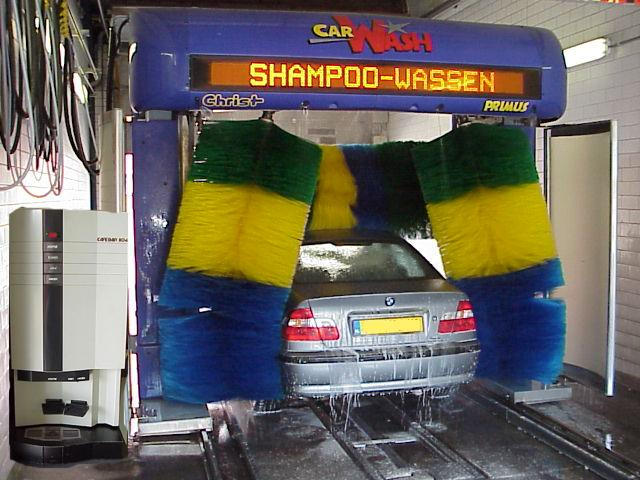
세차장

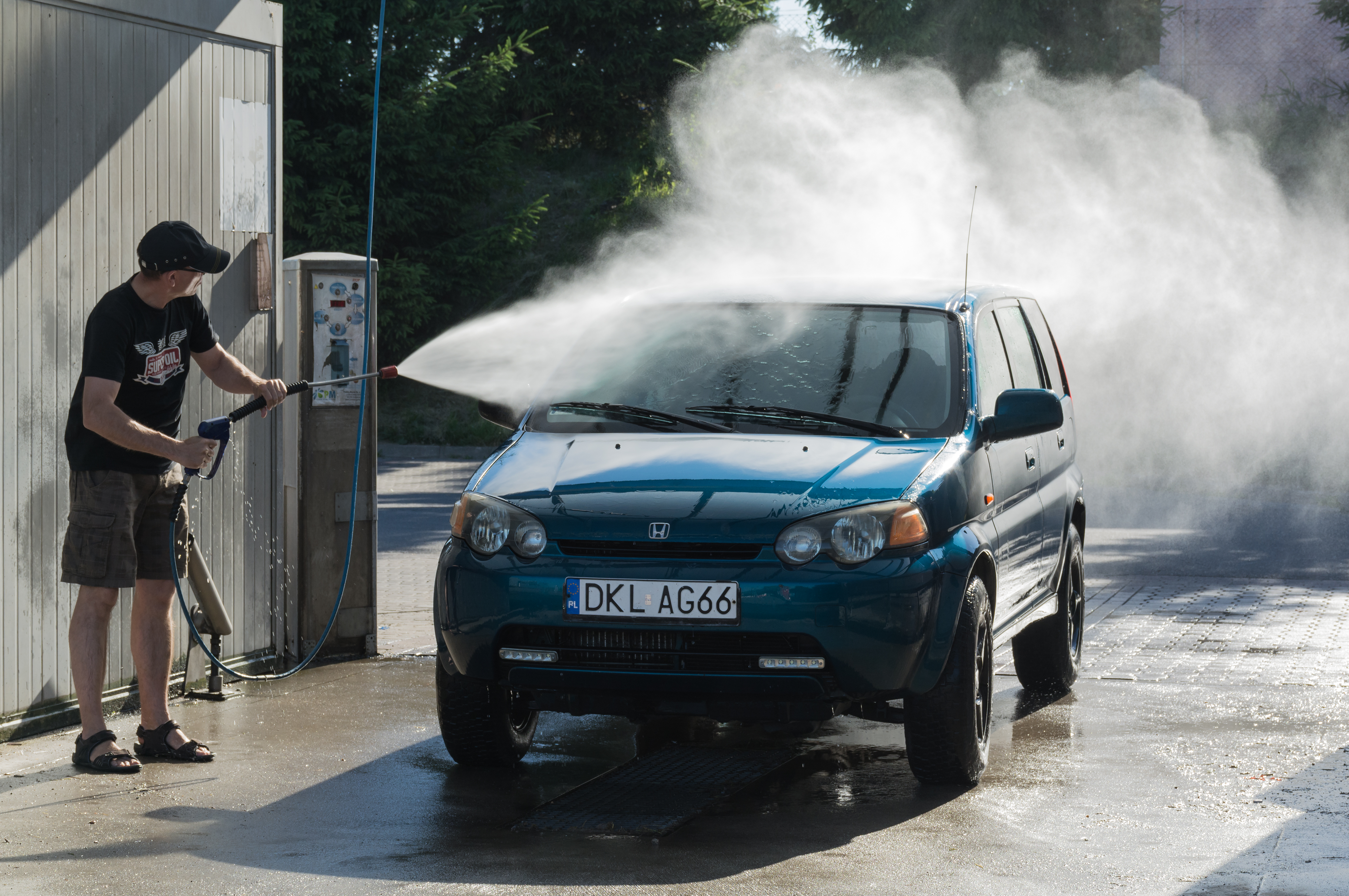
폴란드 Klodzko의 세차장

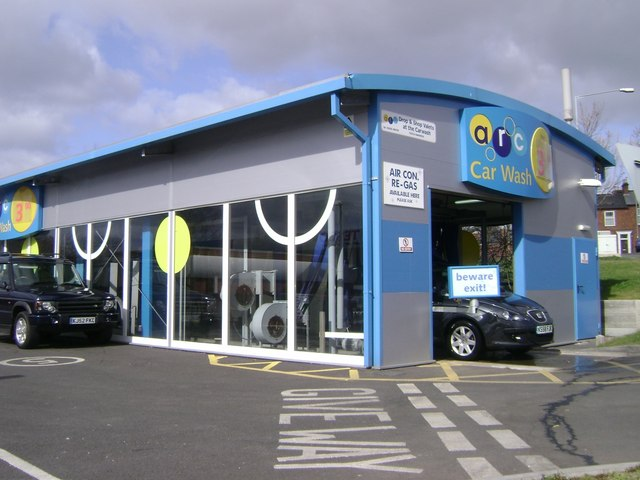
영국 워릭의 세차장

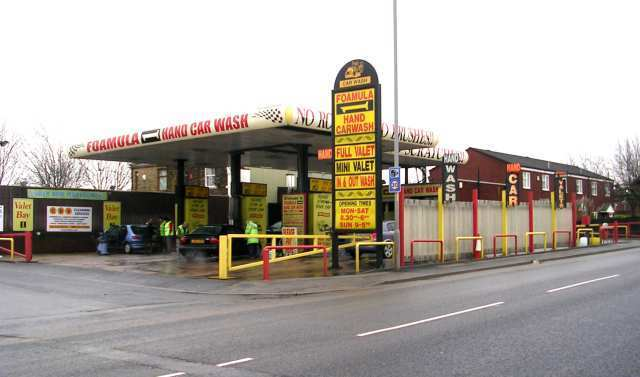
영국 브래드포드 Ex주유소의 손세차장

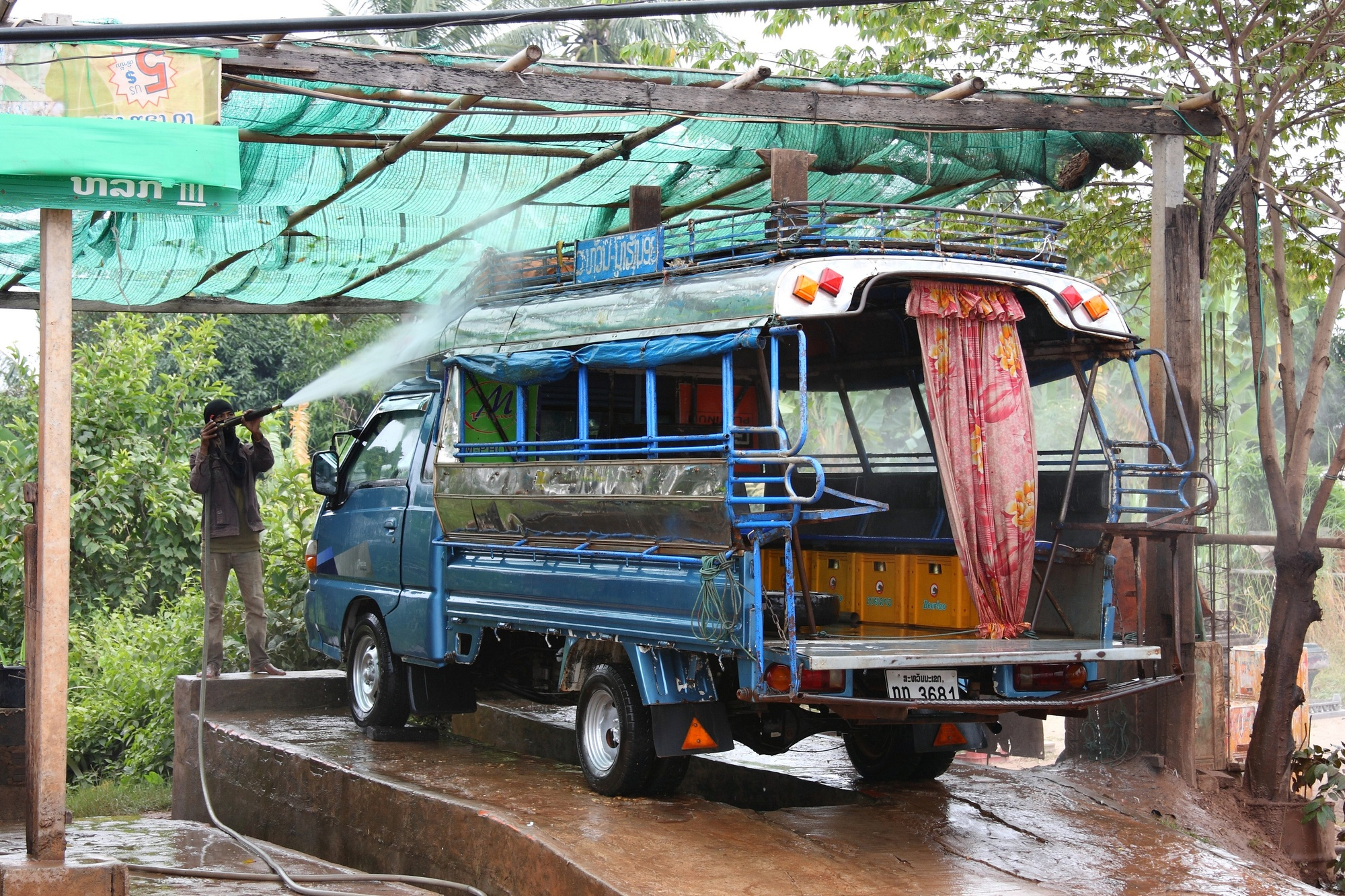
라오스 사반나케트에서의 트럭 세차

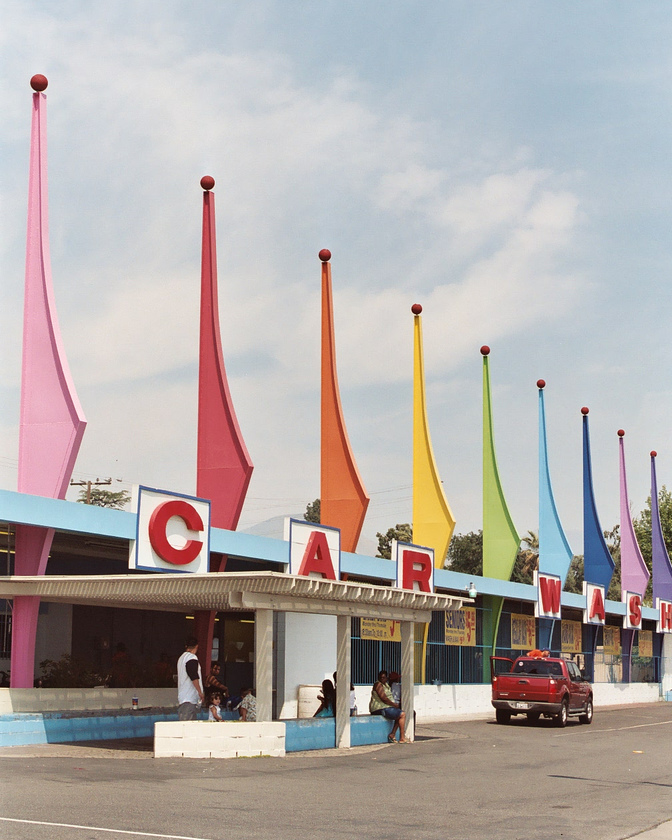
캘리포니아 샌버너디노에 있는 이 세차장은 구기 건축의 한 예이다.

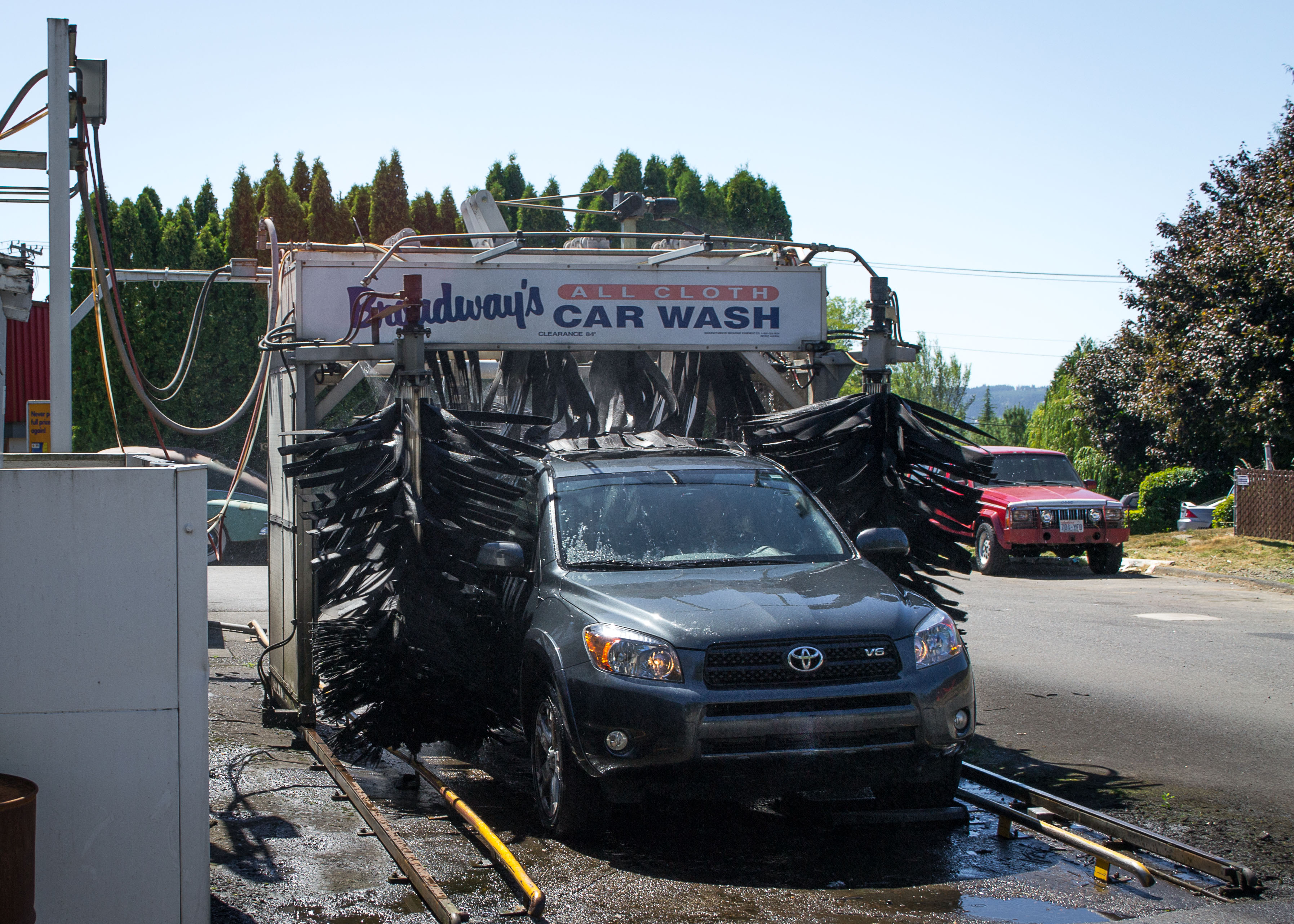
인베이 자동세차장에서의 마찰 세척 통과

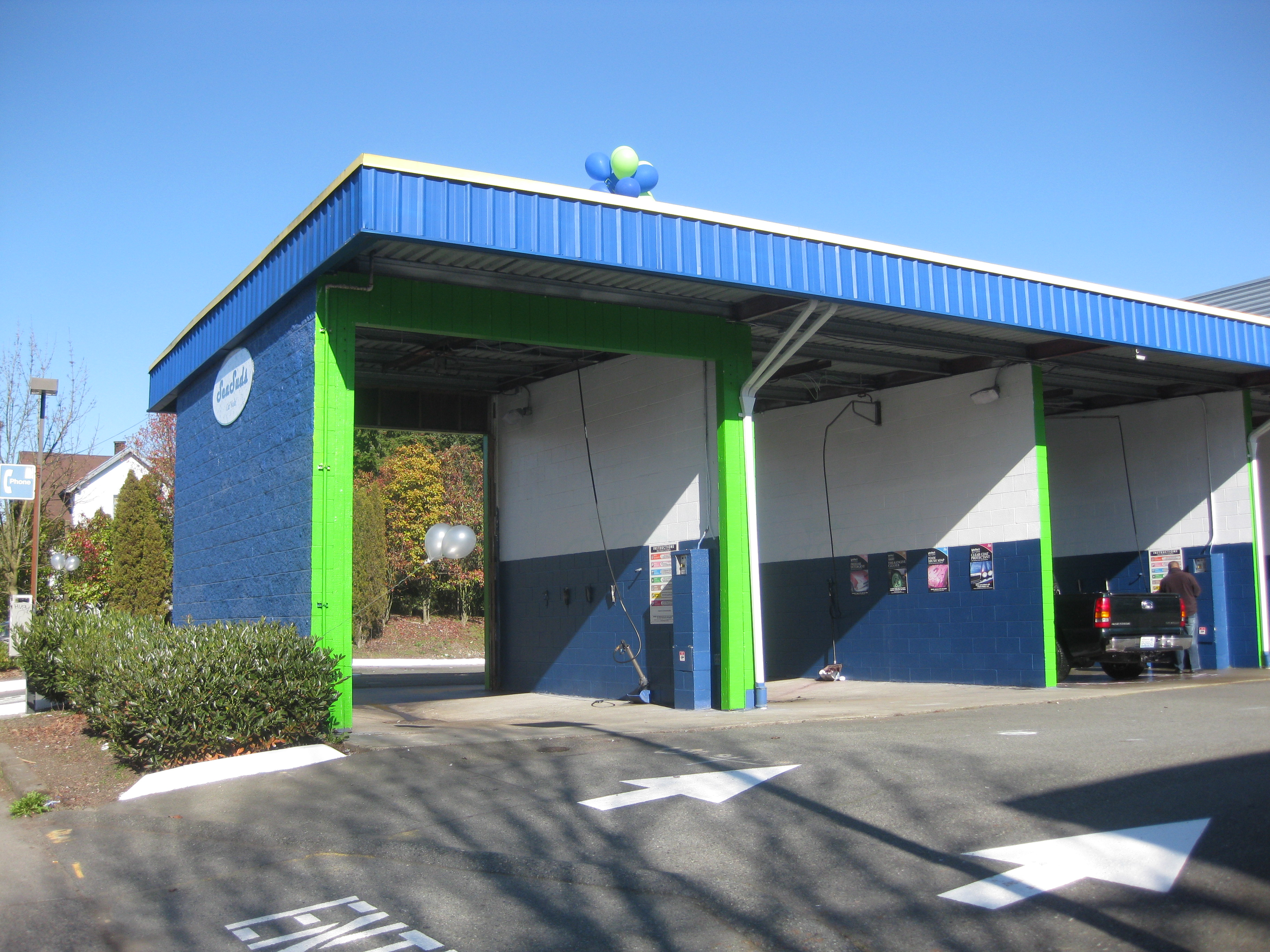
워싱턴주 시애틀에 있는 다중 베이, 동전 주입식 셀프 서비스 세차장

세차장(洗車場, 영어: car wash 또는 auto wash)은 자동차에 묻은 먼지나 흙 따위를 씻을 수 있는 시설을 갖추어 놓은 곳이다. 자동 세차장(기계식 세차장)은 주로 주유소에 딸려 있다. 자동차의 외부, 경우에 따라 내부를 청소하는 데 사용되는 시설로서 세차장은 셀프 서비스, 풀 서비스(차량을 세차하는 직원 포함) 또는 완전 자동화(주유소에 연결될 수도 있음)일 수 있다. 세차는 모금 활동의 일환으로 사람들이 비용을 지불하고 자원 봉사자가 덜 전문적인 장비를 사용하여 세차를 하도록 하는 행사일 수도 있다.

## 분류
세차장에서 세차를 하는 주체와 방법에 따라서 세차장을 나누면 크게 자동세차, 셀프세차, 손세차로 분류할 수 있다.
- 직원이 차량을 세차하는 핸드세차 시설. 손세차라고 부른다.
- 일반적으로 동전 주입식 셀프 서비스 시설. 고객이 가압식 "제트 세척"을 포함하여 물 분산 막대와 저압 브러시를 사용하여 수동으로 세차하는 곳인 셀프세차라고 한다.
- 인베이 자동화. 고객 주차가 포함되며 자동 세탁기가 정지된 차량 위에서 앞뒤로 굴러간다. 주유소와 독립형 세척장에 보관된다. 자동세차라고 부른다.
- 컨베이어 또는 터널 세척. 고객이 밖에서 기다리는 동안 일련의 고정된 청소 메커니즘을 통해 자동차가 컨베이어 벨트 위에서 이동하는 작업이 포함된다. 마찰(브러시 또는 커튼) 또는 무마찰(고압 노즐 및 터치 세척)이 사용된다.
- 이동식 세차장(이동식 디테일링 시스템으로도 사용되는 경우가 많음). 플라스틱 물탱크를 운반하고 고압 세척기를 사용한다. 시스템은 트레일러, 트럭 또는 밴에 장착되는 경우가 많다. 일반적으로 운영자는 작업장 진공청소기, 버퍼 및 기타 도구를 실행하기 위한 발전기도 보유하고 있다.
- 세차 리프트. 자동차를 자동차 아래에서 세차하는 데 사용할 수 있는 리프트 플랫폼에 배치한다.
- 터치 프리(또는 터치리스, 노터치 세차) 세차 기술. 물, 화학 용액 및 시간 소비를 줄이는 현대 세차 시스템이다. 세탁기는 차량의 길이와 너비를 측정하는 고압 제트를 사용한다.